# Laxenburg
Laxenburg osztrák mezőváros Alsó-Ausztria Mödlingi járásában. 2022 januárjában 2969 lakosa volt. Laxenburg a Habsburgok nyári rezidenciájául szolgáló kastélyairól és kastélyparkjáról ismert. 

## Elhelyezkedése

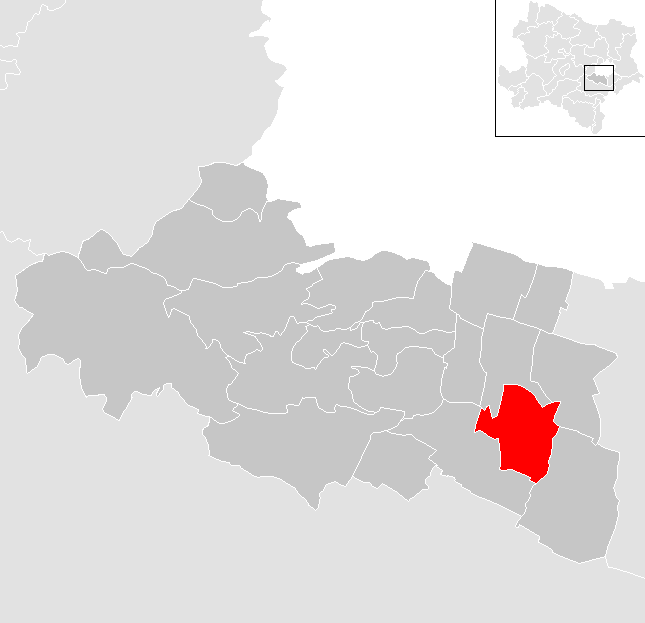
Laxenburg a Mödlingi járásban

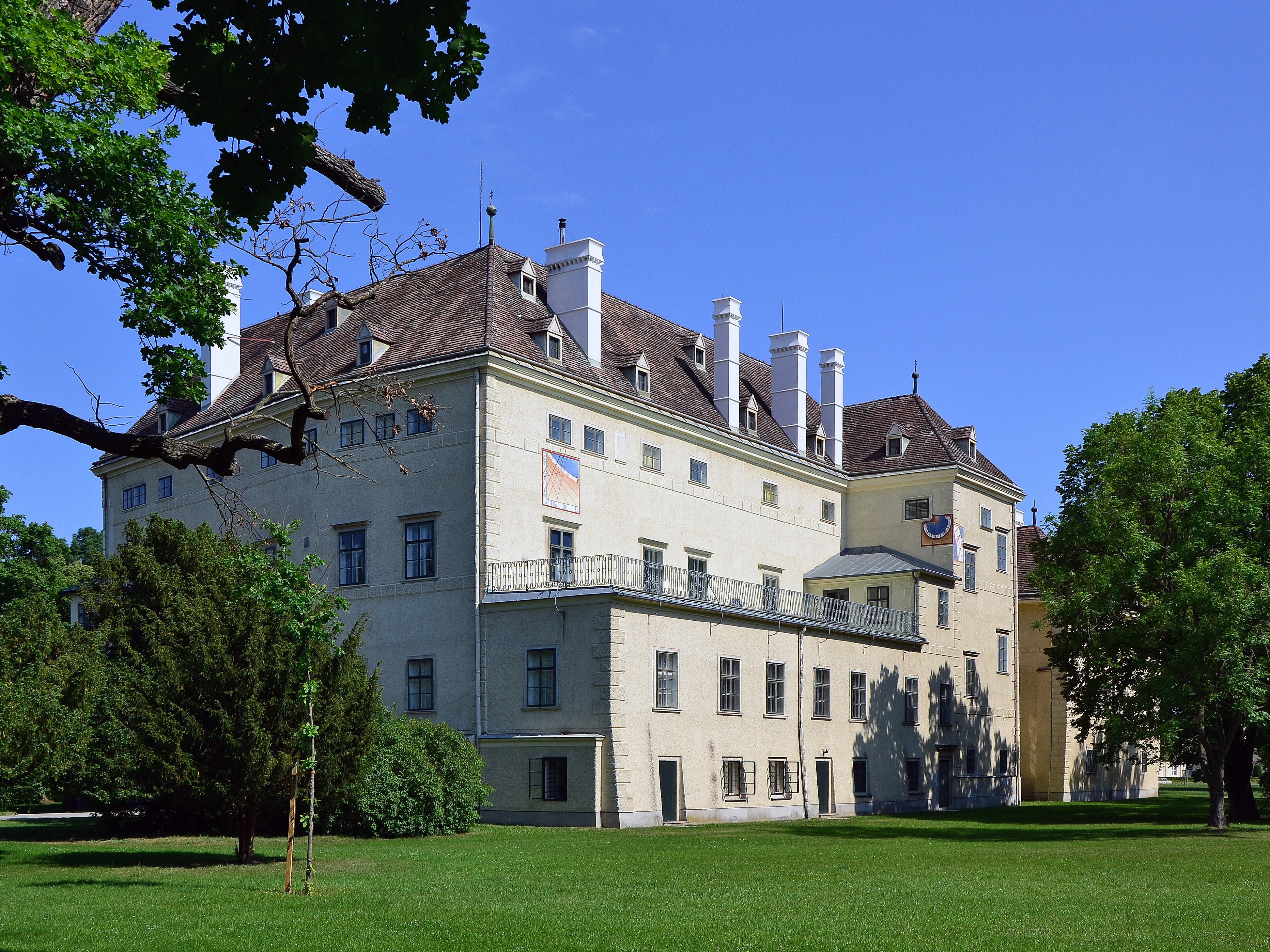
Az Altes Schloss

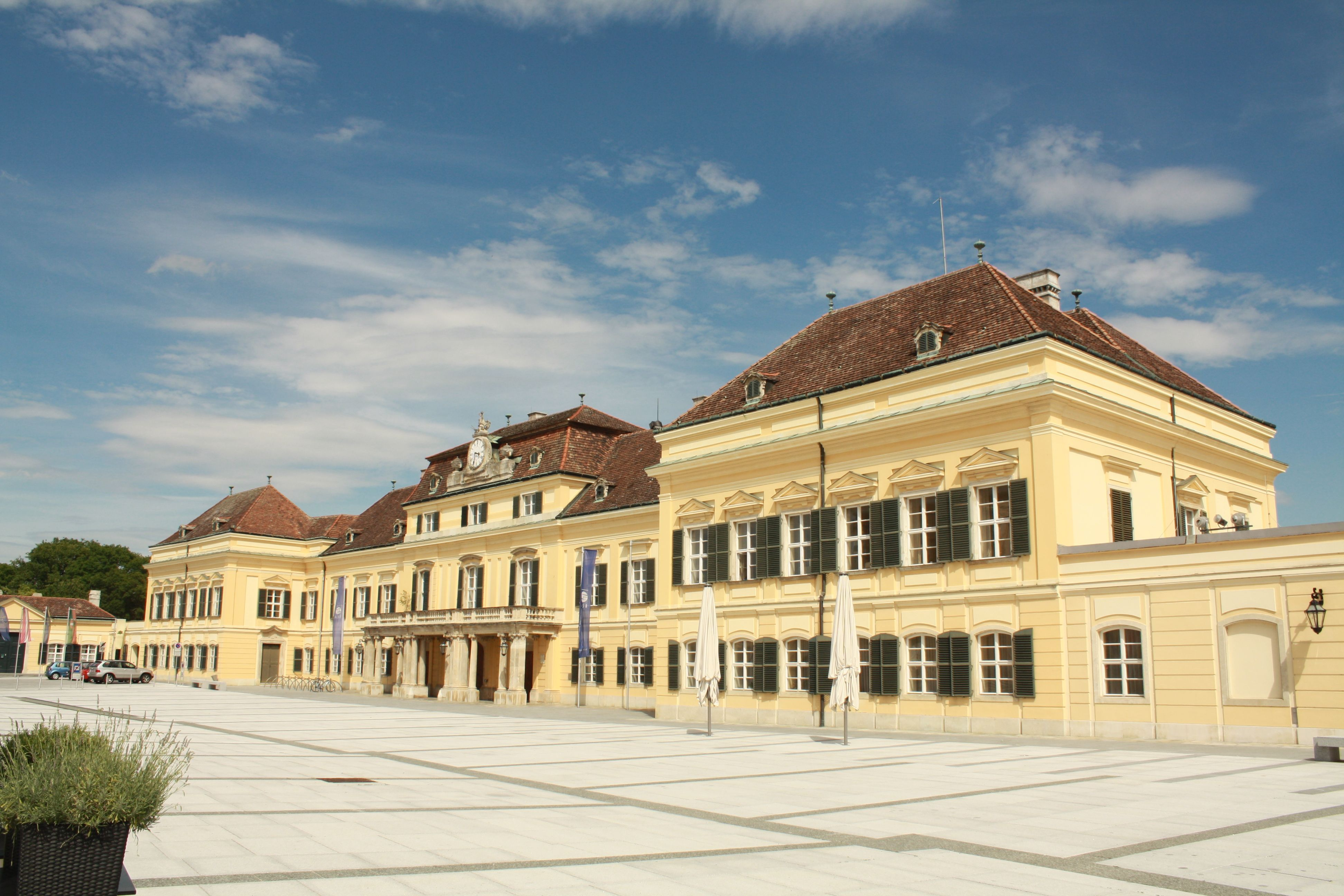
A Blauer Hof

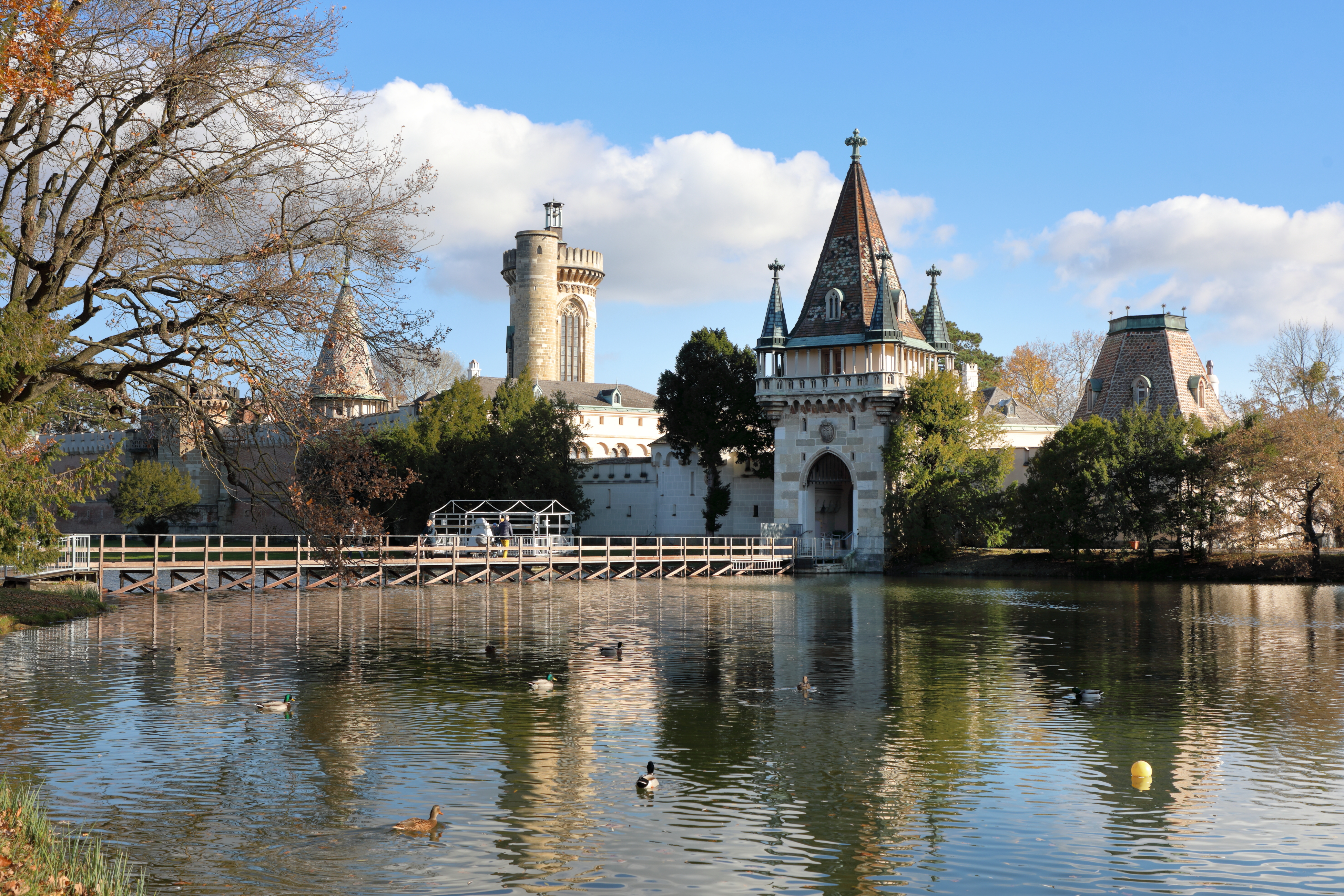
Franzensburg

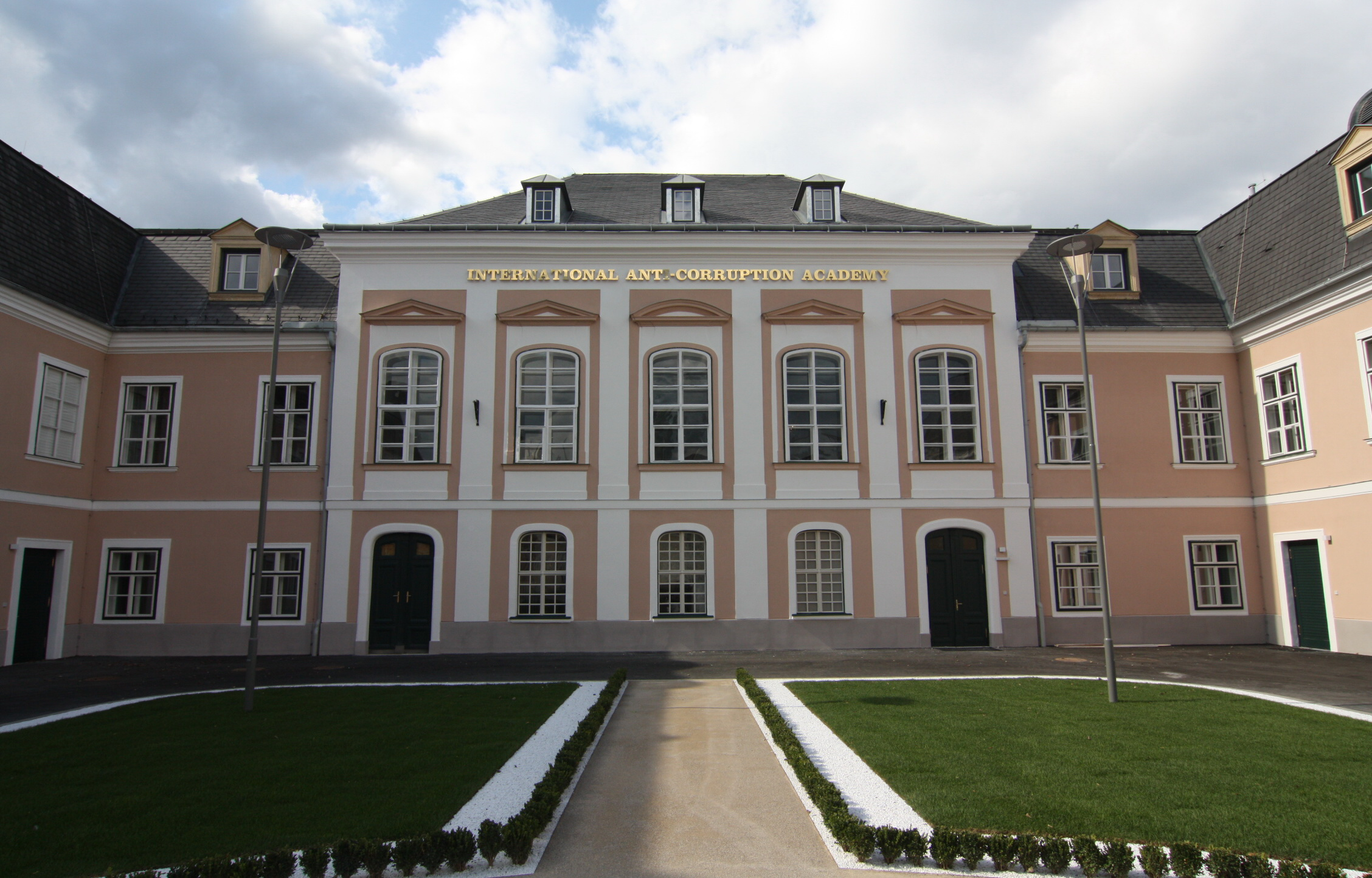
A volt Kaunitz-palota

Laxenburg a tartomány Industrieviertel régiójában fekszik, a Bécsi-medence északnyugati részén, Bécstől délre. Legfontosabb folyóvizei a Schwechat és a Triesting Kanal, legnagyobb állóvizei a Schlossteich és a Laxenburg Badeteich. Területének 9,9%-a erdő, 54,3% áll mezőgazdasági művelés alatt. Az önkormányzathoz egyetlen település és katasztrális község tartozik. 
A környező önkormányzatok: északra Biedermannsdorf, északkeletre Achau, délkeletre Münchendorf, nyugatra Guntramsdorf.

## Története
Laxenburg első, bizonytalan említése 1133-ból származik; biztosan azonosítani csak 1217-ből lehet. Birtokosa ekkor a Lahsendorf hercegi miniszteriális família volt. A család kihalása után 1333-ban a Habsburgok szerezték meg. III. Albert herceg még ebben a században pompás vadászkastéllyá bővítette az itteni kis várat. 1388-ban Albert mezővárosi jogokat adományozott a várhoz tartozó településnek. A 17. században a kastélyt és parkját a neves olasz építész, Lodovico Burnacini tervei alapján kibővítették. Bécs 1683-as török ostromakor a kastély elpusztult, de már 1690-ben megkezdték újjáépítését (ez az ún. Altes Schloß, a régi kastély).  
1710-ben megkezdték az új barokk palota, a Blauer Hof ("Kék udvar") építését Johann Lucas von Hildebrandt tervei szerint. Az épületet 1756-tól Mária Terézia jelentősen kibővíttette és itt rendezte be nyári rezidenciáját. A későbbiekben gyakran használta II. József, II. Ferenc, I. Károly és a császári család egyéb tagjai. A kastélyparkot 1780 után a természetes környezetet utánzó angolparkká alakították (szemben a franciás schönbrunni parkkal). A kastélytó szigetén 1801-ben megkezdték a Ferenc császárról elnevezett Franzensburg kastélyának építését. A császári rezidencia közelében az osztrák főnemesség is felépíttette saját házait vagy kastélyait. 
Az 1848-as forradalmat követően felszámolták a feudális birtokrendszert és megalakult Laxenburg városi önkormányzata, polgármestert választottak. 1854-ben Ferenc József és Erzsébet császárné Laxenburgban töltötte a mézesheteit. Négy gyerekük közül kettő, Gisela és Rudolf az itteni kastélyban született. 
A Monarchia bukását követően, 1919-ben az állam (a háborús károkat kezelő alap) vette át a kastélykomplexum kezelését. 
Az 1938-as Anschluss után a környező községek beolvasztásával létrehozták Nagy-Bécset; Laxenburg is a főváros 24. kerületéhez került. Függetlenségét 1954-ben nyerte vissza. A második világháború után a szovjet megszálló hatóságok a Blauer Hof-ban rendezték be egyik fontos támaszpontjukat; ennek során az épület és a park súlyos károkat szenvedett. A megszállást követően a kastélyok felújítására és kezelésére Bécs és Alsó-Ausztria önkormányzata közös vállalatot hozott létre. Ma a Blauer Hofban a Nemzetközi Alkalmazott Rendszerelemzési Intézet működik, míg a volt Kaunitz-Wittgenstein palotában a Nemzetközi Korrupcióellenes Akadémia kapott helyet. 

## Lakosság
A laxenburgi önkormányzat területén 2022 januárjában 2969 fő élt. A lakosságszám 1961 óta gyarapodó tendenciát mutat. 2020-ban az ittlakók 85,5%-a volt osztrák állampolgár; a külföldiek közül 2,7% a régi (2004 előtti), 6,8% az új EU-tagállamokból érkezett. 3,9% az egykori Jugoszlávia (Szlovénia és Horvátország nélkül) vagy Törökország, 1,,% egyéb országok polgára volt. 2001-ben a lakosok 69,9%-a római katolikusnak, 5,7% evangélikusnak, 3,2% ortodoxnak, 3,5% mohamedánnak, 14,4% pedig felekezeten kívülinek vallotta magát. Ugyanekkor a legnagyobb nemzetiségi csoportokat a németek (84,6%) mellett a szerbek (3,1%), a horvátok (2%), a törökök (1,8%) és a magyarok (1,6%) alkották.
A népesség változása:

| 2016 | 2 859 |
| 2018 | 2 828 |

## Látnivalók

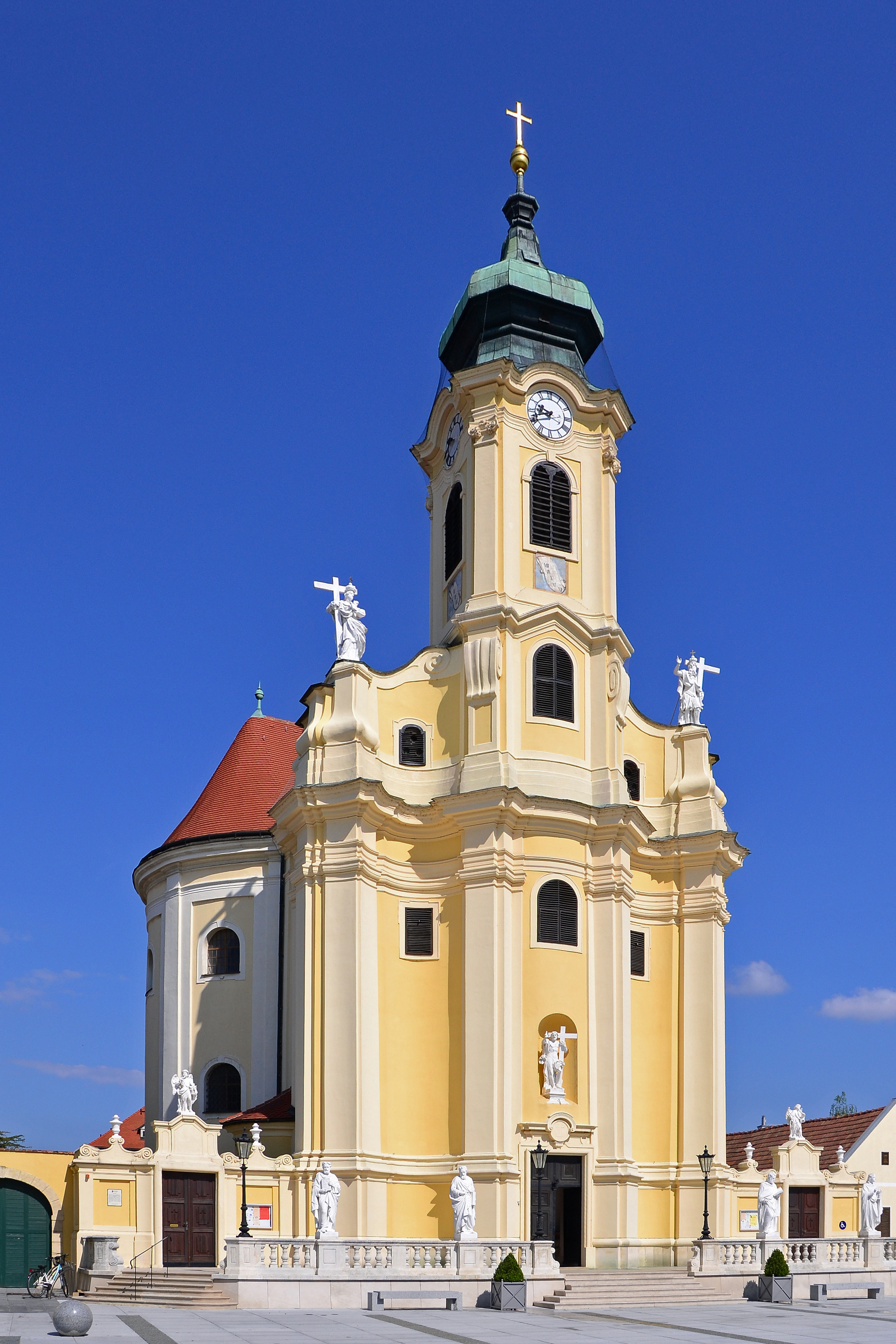
A Szent kereszt-plébániatemplom

- a laxenburgi kastélykomplexum (Altes Schloß, Blauer Hof és Franzensburg), a Habsburgok Schönbrunn melletti legfontosabb nyári rezidenciája.
- a volt Kaunitz-Wittgenstein palota
- az irgalmasnővérek zárdája és a volt Schwarzenberg-kastély
- a Szent kereszt-plébániatemplom

## Híres laxenburgiak
- Johann Natterer (1787-1843) zoológus, természettudós
- Habsburg–Lotaringiai Gizella főhercegnő (1856-1932)
- Habsburg–Lotaringiai Rudolf főherceg (1858-1889)
- Habsburg–Lotaringiai Erzsébet Mária főhercegnő (1883-1963)

## Testvértelepülések
- Gödöllő (Magyarország)

## Fordítás
- Ez a szócikk részben vagy egészben  a   Laxenburg című német Wikipédia-szócikk ezen változatának fordításán alapul.  Az eredeti cikk szerkesztőit annak laptörténete sorolja fel. Ez a jelzés csupán a megfogalmazás eredetét és a szerzői jogokat jelzi, nem szolgál a cikkben szereplő információk forrásmegjelöléseként.